# Дуј
Дуј (фр. Douy) насеље је и општина у централној Француској у региону Центар (регион), у департману Ер и Лоар која припада префектури Шатоден.
По подацима из 2011. године у општини је живело 563 становника, а густина насељености је износила 82,31 становника/km². Општина се простире на површини од 6,84 km². Налази се на средњој надморској висини од 120 метара (максималној 146 m, а минималној 97 m).

## Демографија
| 1962. | 1968. | 1975. | 1982. | 1990. | 1999. | 2011. |
| ----- | ----- | ----- | ----- | ----- | ----- | ----- |
| 248   | 300   | 314   | 359   | 436   | 447   | 563   |

График промене броја становника у току последњих година